# ライネ川

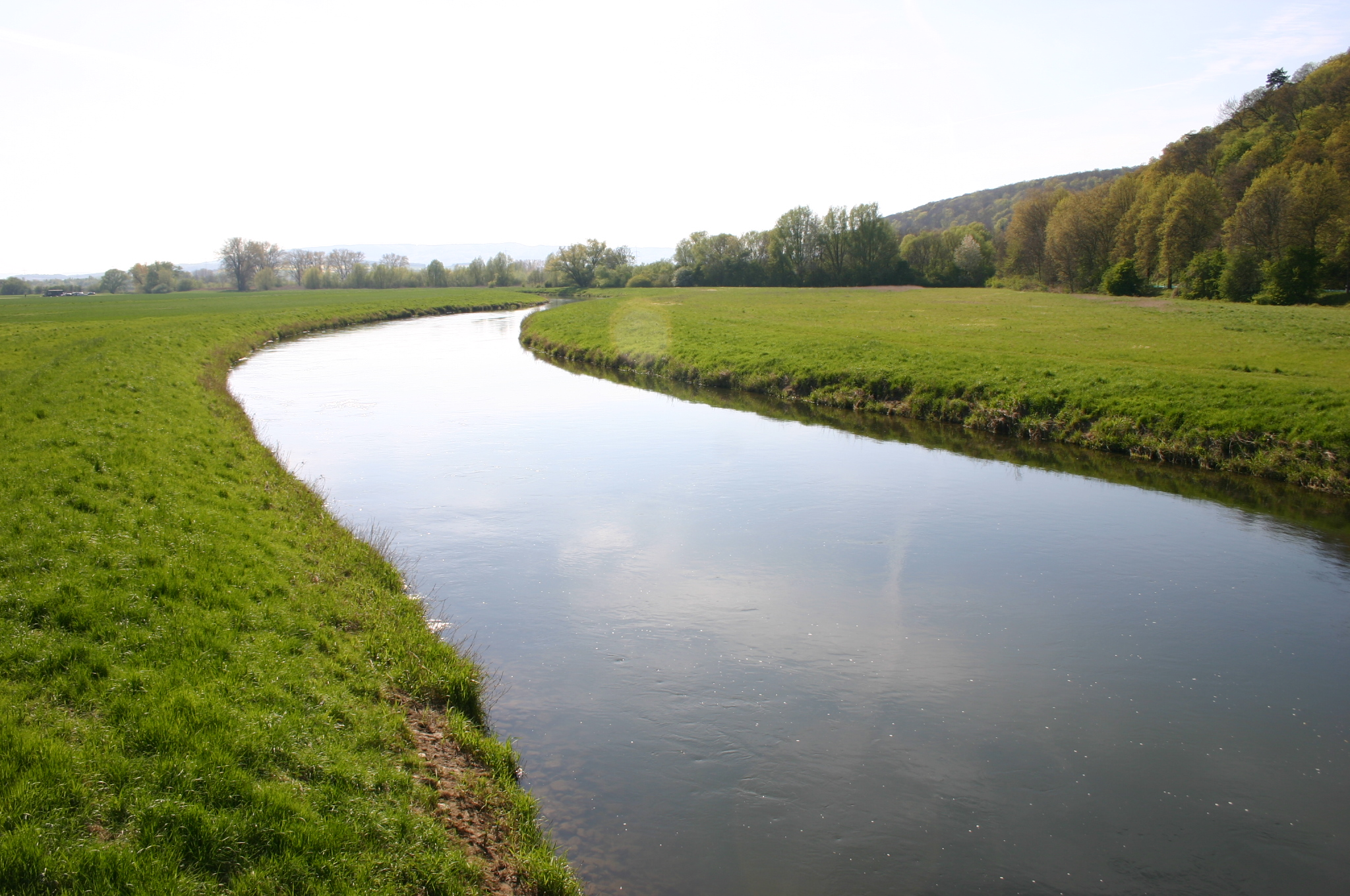
ライネ川

ライネ川（ライネがわ、ドイツ語: Leine）は、ドイツのテューリンゲン州とニーダーザクセン州などを流れる長さ281kmの河川で、アラー川の支流である。

## 地理
川の源流はテューリンゲン州のライネフェルデという町に位置し、40kmほど流れてニーダーザクセン州に入る。ハノーファーの約40km北でアラー川に合流する。流路は南から北にほぼまっすぐ流れる。上・中流では東にハルツ山地、西に丘陵地帯が広がり、南北に細長い平地の谷を作る。この谷を「ライネタル (Leinetal)」という。流域の都市には、ゲッティンゲン、アルフェルト、グローナウ (ライネ)、ハノーファーがある。
1994年、中流部にザルツダーヘルデン洪水調整池が作られた。自然保護区としての機能も兼ねている.。

## 歴史
ドイツの中央を南北に通るライネタウは、中世前期には交通上重要であった。特に10世紀のザクセン朝時代には、王家の根拠地ザクセン地方と中・南部ドイツを結ぶ要路となり、いくつかの王宮も置かれた。流量が多くないので水運は発達しなかったが、かつては材木を筏に組んで下流に流した。